# Масајуки Ивата
Масајуки Ивата (Токио, 2. јул 1938) јапански је економиста и академик, инострани члан састава Српске академије науке и уметности од 2. новембра 2006.

## Биографија
Завршио је основне студије на Универзитету у Токију 1963. године, мастер студије социологије на Хитоцубаши Универзитету 1969. и докторат из економских наука 1977.
Радио је на Институту за привреде у развоју при Министарству међународне трговине и привреде 1970—1979, као професор на Хокаидо Универзитету 1979—1984, на Ћиба Универзитету 1984—2004. и на Економском факултету Токијског међународног универзитета од 2004. Као професор емеритус је предавао од 2004. године.
Председник је Јапанског удружења за упоредне привредне системе од 2005, члан Управног одбора и заменик председника Јапанског удружења за изучавање привредног и друштвеног система и члан Управног одбора Јапанског удружења за изучавање Русије и Источне Европе.
Говори српски, пољски, енглески, служи се немачким и руским.
Аутор је десетак књига и неколико десетина чланака објављених у часописима.
Повремено преводи са страних језика: од 1966. до 1997. године, превео је на јапански шест књига с пољског, српског и немачког језика.